# سیارک ۱۴۳۳۵
سیارک ۱۴۳۳۵ (به انگلیسی: 14335 Alexosipov، نامگذاری:1981RR3) چهارده هزار و سیصد و سی و پنجمین سیارک کشف شده‌است که در ۳ سپتامبر ۱۹۸۱ کشف شد.
قدر مطلق سیارک برابر ۲۲.۴ است.